# عهد الأصدقاء
عهد الأصدقاء أو روميو والإخوة السود هو مسلسل رسوم متحركة من إنتاج شركة نيبون أنيميشن اليابانية ومن إخراج كوزو كوزوها عام 1993 م، وعُرضت النسخة العربية المدبلجة من المسلسل لأول مرة على تلفزيون قطر، وتمت الدبلجة في مركز الزهرة التابع لقناة سبيستون تحت عنوان عهد الأصدقاء. قصة المسلسل مقتبسة من رواية (الأخوان السود) التي كتبتها المؤلفة ليزا تيتزنر عام 1941 م في سويسرا.

## القصة
تدور أحداث المسلسل حول قصة الصبي روميو الذي كان يعيش مع عائلته في قرية صغيرة في سويسرا ثم يقرر أن يؤجر نفسه لحاجته للنقود بعدما حرق الرجل الغراب مزرعتهم حتى يأتي فصل الربيع فيذهب إلى مدينة ميلانو الإيطالية ويبدأ هناك في العمل في تنظيف المداخن.
يواجه روميو في ميلانو ظروفًا صعبة ومعاملةً قاسية من رب عمله، ولكنه أيضًا يقضي أوقاتًا ممتعة برفقة الكثير من الأصدقاء الذين يعملون معه في تنظيف المداخن.

### ومن أهم الأحداث في ميلانو
1. مشكلة إيذاء عصابة الذئاب لمنظفي المداخن: كانت العصابة تؤذي منظفي المداخن دائمًا بادعاء أنهم غرباء عن مدينتهم، ولحل هذه المشكلة قام ألفريدو وروميو بإنشاء عصابة منظفي المداخن ويكون بين العصابتين صراعات. واتفقوا على أن يكون ألفريدو قائدهم ويحل روميو مكانه بعد موته.
2. إعادة الدكتور ليونو إلى أبيه وابنته: كان أبا ليونو يعمل في فرقة جوالة، ولكن ليونو كان يحب العلم ويريد أن يصبح طبيبًا، ولذلك ترك أباه وابنته (كانا يعيشان أمام منزل السيد روسي، وطلبت أنجليتا من روميو أن يساعد أبا ليونو للعثور على ابنه) بعد وفاة زوجته وذهابه ليدرس الطب، وبعد فترة عثر روميو عليه وكان الدكتور كاسيلا يدرسه من اجل تحقيق حلمه، وعاد ليون إلى أهله بمساعدة عصابة منظفي المداخن والدكتور كاسيلا.
3. إعادة أنجيليتا إلى جدتها: الكونتيسة إيزابيلا جدة أنجليتا دائمًا ترفضها كحفيدة لها نظرًا لكون أمها (زوجة ابنها أدولفو) ابنة مزارع فقير وكانت أيضا وحيدة ولا تثق بأحد؛ لأن ابنها تخلى عنها لفتاة مزارعة فقيرة وجميلة جدا، ولكن أفراد عصابة منظفي المداخن تعاونوا وساعدوا أنجليتا حتى تتمكن من الرجوع إلى جدتها ويخلصوها من وحدتها القاتلة.
4. زيارة جدة أنجيليو (أم السيد روسي)
5. لغز ألفريدو وحله: عائلة ألفريدو النبيلة تدعى (المارتنيز) وكان شعار العائلة بحوزة فيكتوريو أبو ألفريدو وبيانكا، ولكن عم ألفريدو مارزيو وزوجته غراسيلا حاولا امتلاك شعار العائلة لذلك أحرقا بيت فيكتوريو وتموت أم ألفريدو وأباه، ولكن ألفريدو يأخذ شعار العائلة ويهرب مع أخته بيانكا، ويصل الأخوان إلى قريةٍ بعيدة، وطلبًا المساعدة رجل طيب وزوجته للعيش معهم، ويصل الرجل الغراب إلى تلك القرية ويبيع ألفريدو نفسه إليه، ويعطي النقود للرجل الطيب ليصرفها على أخته عندهم ولكن بعد ذلك يصل رجال عمه إلى القرية ويقبضون على بيانكا.
6. حل المشكلة: كانت هناك حفلة زفاف تقام في قصر دوق ميلانو، لذلك دعي حاكم البلاد لحضور الحفلة، وجميع نبلاء البلاد، وأيضًا من القادمين كان عم ألفريدو وزوجته وأخته، وكان عمه يحاول القبض عليه ليأخذ شعار العائلة وجعل أخته طعمًا لها، وعندما يذهب روميو للفندق الذي يقيم فيه النبلاء لتنظيف مدخنة الغرفة الذي يقيم فيه عم مارزيو، وعرف روميو أن تلك الفتاة الصغيرة هي أخت ألفريدو وقت هروبها من الفندق، ويذهب ويخبر ألفريدو بالأمر، وبمساعدة منظفي المداخن استطاعوا أخذ أخته من يد عمه، ولم يستطيع مارزيو الحصول على الشعار لذلك زور الشعار بمبلغ هائل، وعندما اقترب موعد الحفل وجد ألفريدو الفرصة المناسبة لاستعادة شرف عائلته وشهرته ليقدم القضية لحاكم البلاد، وجمع أصدقائه وخطط للتسلل إلى القصر وحضور الحفلة، وفي صباح اليوم التالي تعقد عصابة الذئاب تحالفًا مع منظفي المداخن لحادثة ما قد وقع لألفريدو ليوم واحد فقط، وبمساعدة العصابتين يستطيع ألفريدو التسلل إلى القصر رغم الصعوبات بسبب مارزيو ورجاله، ويستطيعون تخطي آخر الصعوبات بمساعدة الكونتيسة إيزابيلا، ويحضر ألفريدو وبيانكا الحفل، حينما كان عمه مارزيو وزوجته يقدمان التحية للحاكم ويتحدثون عن شعار العائلة الذي كان مع مارزيو، تقدم الثلاث (ألفريدو وأخته والكونتيسة)، وعرض ألفريدو القضية على الحاكم، ولكن بسبب وجود توقيع أب الحاكم على شعار عائلة المارتينز والذي لم يكن عم ألفريدو يعرف بوجوده اكتشف الحاكم أن الشعار الذي مع مارزيو مزور فيرسله هو وزوجته إلى السجن ويستعيد ألفريدو اسمه وشرف عائلته.
7. موت ألفريدو: السعادة لم تدم بعد استعادة شرف العائلة، لقد مات ألفريدو في نفس الليلة التي حضر فيها الحفل، وبعد انتهاء الحفل ذهبت بيانكا إلى مشفى الطبيب كاسيلا، وذهب روميو وألفريدو إلى قاعة الاجتماعات العامة وتلقى ألفريدو أنفاسه الأخيرة على حضن صديقه روميو وألقى على مسامعه كلمته الأخيرة، لقد مات بسبب مرضه الخطير.
8. بعد موت ألفريدو: اصيب منظفو المداخن بالكآبة والصدمة وبالخصوص روميو الذي فقد نفسه ولم يتحدث مع أحد ولكن بعضهم استجمعوا أنفسهم وأكدوا لأصدقائهم أن الحياة لم تتوقف هنا وأنه يجب تحقيق حلم ألفريدو الذي هو نشر العلم في العالم الغني والفقير ومنهم بيانكا ودانتي ولكن لم يتقبل روميو ذلك وقرروا أن يخوضوا معه نزالًا ليستعيد وعيه ونجحوا في إيقاظه ونظموا عزاءًا له. أما بخصوص بيانكا أبقاها ألفريدو عند طبيب كاسيلا وأوصاه بالاعتناء بها قبل وفاته
9. إصابة روميو: اصيب روميو في كسر في رجله عندما كان ينظف أحد المداخن ونصحه الدكتور كاسيلا بالبقاء في المشفى لثلاثة أشهر ليتعافى، ولكن روميو وجد فرصته للدراسة وكانت بيانكا الاهتمام به والانضمام معه، ولكنها تواجه هي الأخرى مشكلة فقد دعتها عمتها للعيش حياة الاثرياء معها، ولكنها أرادت البقاء مع الدكتور كاسيلا. وقد مرت الأيام وكان كاسيلا يعامل بيانكا وروميو كأنهما ولديه وأرادا أن يحضرا مسرح دمى له ليشكراه وقد أسعدته المفاجأة وعندها قررت البقاء معه
10. عرض السيرك وتعاون الأصدقاء

وأخيرًا أصبح روميو معلمًا وتحقق حلم ألفريدو وروميو، ويتزوج روميو وبيانكا وينجبان ولدًا ويسميانه ألفريدو.
قصة المسلسل مقتبسة من رواية الأخوة السود (Die Schwarzen Brüder) التي كتبتها الكاتبة الألمانية ليزا تيتزنر في سويسرا عام 1941 م.

## الشخصيات
- روميو: صبي طموح وطيب القلب عمره 11 عامًا أضطر للعمل كمنظف مداخن بعد احتراق مزرعتهم وإصابة والده الذي رباه إصابة بالغة، ويواجه الكثير من المتاعب في ميلانو؛ لأنه لم يتعود على المدينة بعد، ولكنه سرعان ما يتأقلم هناك ويكون العديد من الصداقات، وبعد عشر سنوات يصبح معلمًا، ويتزوج ببيانكا ويعيشان في القرية حياةً سعيدةً مع ابنهما الذي يسميه روميو باسم ألفريدو على اسم صديقه المقرب وخال ابنه.
- بيكورو: حيوان ابن عرس صغير أبيض يربيه روميو ويرافقه دائمًا.
- جيسيكا: أم روميو وتحبه كثيرًا، وأخفت عليه سر والده روبيرتو ولم تخبره أنه زوجها الثاني، وليس الأب الحقيقي له حتى أصبح في الحادية عشر من عمره.
- روبيرتو: زوج أم روميو، ويحب روميو كثيرًا ويعامله مثل ابنه، حتى أن روميو لم يعرف أنه ليس والده الحقيقي.
- الكونت ألفريدو: أقرب صديق إلى روميو، ويكبر عن روميو بسنة عمره 12، ويتعرف عليه روميو وهو في طريقه إلى لوكارنو، وهو من طبقة النبلاء، وأضطر للعمل من أجل توفير المال اللازم لمصاريف أخته بعد مقتل والديه على يد عمه، ويموت مريضًا بعد استعادة شرف عائلته، وكان شخصًا محبًا للعلم، وهو له الأثر الأكبر في روميو بسبب حبه للعلم.
- الكونتسة بيانكا: شقيقة ألفريدو، وهي فتاة حادة الطباع لكنها تحب أخاها كثيرًا، وكانت تغار من روميو في البداية لتعلق ألفريدو به لكنها تحبه فيما بعد، وتعمل ممرضة في عيادة، وتتزوج روميو.
- مارزيو: عم ألفريدو وبيانكا، وكان دائمًا يحاول الاستيلاء على شعار العائلة، وله اليد في قتل والدي ألفريدو وبيانكا.
- الكونتسة غراسيلا: زوجة عم ألفريدو وبيانكا، وكانت دائمًا تحاول الاستيلاء على شعار العائلة مع زوجها، ولها اليد في قتل والدي ألفريدو وبيانكا.
- روسي: الرجل الذي اشترى روميو، وكان عديم الشخصية (في البداية) فزوجته «إيدا» هي من كانت تسيطر عليه دائمًا، وتدفعه إلى التصرف بقسوةٍ لكنه رجل طيب القلب ويحب روميو كثيرًا.
- إيدا: زوجة روسي، وتحب ابنها أنجيليو كثيرًا، وتميل لكره روميو لأسباب عديدة.
- أنجيليو: ابن السيد روسي، ويكره روميو إلى أبعد الحدود، ويتآمر دائمًا ضد روميو.
- الكونتسة أنجيليتا: حفيدة الكونتسة إيزابيلا، وقد تخلّت عنها جدتها؛ لأن والدتها كانت مزارعة فقيرة، وعهدت إلى روسي بتربيتها، وهي فتاة جميلة ولطيفة جدًا لكنها مريضة بمرض مزمن في القلب، وهي أول صديقة لروميو، وتعلم روميو القراءة والكتابة، وترجع إلى جدتها في النهاية بمساعدة روميو وأصدقائه.
- الكونتيسة إيزابيلا: جدة أنجيليتا وتلقب أيضًا بذات القلب الجليدي، وقد حزنت كثيرًا عندما تزوج ابنها الوحيد بمزارعة فقيرة، فطردته من المنزل، ولم ترد لقاءهما أبدًا، ولكن توفي الزوجان بعد ترك ابنتهما الصّغيرة وحيدة، وكان على الكونتسة كفالتها ولكن لكره والديها أعطتها لروسي مقابل مال، وظنت أن حفيدتها أنجيليتا مثل بقية أقربائها تحبها من أجل المال، وترجع حفيدتها إليها في النهاية بمساعدة روميو وأصدقائه.
- الطبيب كاسيلا: رجل طيب يتعرف عليه روميو حينما يذهب لتنظيف مدخنة المشفى، وهو كان يشجع روميو على العلم أيضًا، ويعرفه روميو بصديقه ألفريدو أيضًا، وكان ألفريدو دائمًا يستعير الكتب منه.
- الرجل الغراب: رجل شرير يستغل حاجات العائلات المادية من أجل شراء أطفالهم ثم يبيعهم لمنظفي المداخن.
- منظفو المداخن: الأصدقاء الأوفياء الذين ساعدوا روميو على اجتياز المصاعب وهم أصدقاء أوفياء، وكان عددهم 11 ولدًا ومنهم: قائدهم ألفريدو، روميو (قائدهم بعد وفاة ألفريدو)، دانتي، ميشيل، أنطونيو...إلخ.
- عصابة الذئاب: مجموعة من الأولاد المشردين الذين يحدثون المشاكل في المدينة، وعدوهم الأول هو منظفو المداخن روميو وأصدقائه، إلا أنهم أصبحوا أصدقاء في النهاية وهم ستة أولاد، وقد كانوا في البداية 7 أولاد والسابع هو أنجيليو ولكنه يطرد من قبلهم بسبب اكتشاف حقيقته، وهم:

1. جيوفاني: قائد العصابة وهو ولد مراهق توفي والده بمرض غامض يقال أنه نفسه الذي أصاب ألفريدو، يتحلى بالشجاعة والقوة والوفاء، وقد كانت رغبته الدائمة هزيمة ألفريدو إلا أنه لم يتمكن من ذلك بسبب موت ألفريدو.
2. نيكيتا: فتاة تنكرت بزي صبي لتنضم إلى الذئاب، وهي فتاة تقلد الأولاد، وأحد أهم العناصر في العصابة بل إنها المخطط الرئيسي لها والعضو الأهم بعد جيوفاني، وهي فتاة قوية الشخصية تحب روميو وألفريدو كثيرًا، وتسمع نصائح ألفريدو، وتخفي حبها لألفريدو بداخلها.
3. تاسيوني: ولد قوي وعنيف وأهم صفاته العدوانية وسرعة الغضب وحقود جدًا، وكان يكره روميو ويريد أن ينتقم منه إلا أنهم أصبحوا أصدقاء في النهاية.
4. ليوناردو: ولد غامض أكثر منه واضح في المسلسل، وهو صديق عزيز لجيوفاني وذراعه اليمنى، ويتصف بالتهور والعنف، ويعتبر هذا الولد من أقوى العناصر في العصابة رغم قلة ظهوره.
5. ريو: أصغر أفراد العصابة وأضعفهم، وهو ولد ماكر قليلًا ومخادع إلا أنه يبدو عليه الجبن كثيرًا، وهو ليس من العناصر المؤثرة كثيرًا في العصابة.
6. بوتسينو: آخر أفراد العصابة والأقل ظهورًا في المسلسل، وهو ولد بدين وغريب قليلا إلا أنه يبدو عليه الغباء ولا يتصرف إلا بعنف ومن دون تأثير.

- عصابة العقرب: تدور بين هذه العصابة وعصابة الذئاب صراعات كثيرة. وفي النهاية يعترفون بالهزيمة وينضمون لعصابة الذئاب.

## الممثلون
| الشخصية   | صوت الدبلجة العربية | الشخصية | صوت الدبلجة العربية |
| --------- | ------------------- | ------- | ------------------- |
| روميو     | ملك مرقدة           | ألفريدو | بثينة شيا           |
| أنجبيليتا | رنا جمول            | دانتي   | رائفة أحمد          |
| نيكيتا    | هنادي السعدي        | روسي    | رأفت بازو           |
| ماريزيو   | زياد الرفاعي        | تاسيوني | إياد أبو الشامات    |
| الراوية   | أنجي اليوسف         | كاسيلا  | عادل أبو حسون       |

## وصلات خارجية
- عهد الأصدقاء على موقع IMDb (الإنجليزية)
- عهد الأصدقاء على موقع نتفليكس (الإنجليزية)
- عهد الأصدقاء على موقع كينوبويسك (الروسية)
- عهد الأصدقاء على موقع قاعدة بيانات الفيلم (الإنجليزية)
- عهد الأصدقاء على موقع ANN anime (الإنجليزية)

 (بالإنجليزية)
- مقدمة عهد الأصدقاء على يوتيوب